# Лопух дубравный
Лопух дубравный (лат. Arctium nemorosum) — двулетнее травянистое растение из семейства Астровые (Asteraceae). Распространён на большей части территории Европы.

## Ботаническое описание
Двулетнее травянистое растение высотой от 1 до 2,5 м. Корневище мощное. Стебель ветвистый, шершавый, покрытый короткими волосками. Листья черешчатые, располагающиеся очерёдно. Форма листовой пластины — широкояйцевидная, сердцевидно-мелкозубчатая. Нижняя поверхность листа бело-сероватого цвета, опушённая.
Соцветия — крупные корзинки диаметром 3—4 см, окружённые достаточно длинными слабоопушёнными прицветниками. Верхние цветки сгруппированы в виде клубочков, нижние располагаются одиночно на коротких цветоножках. Венчик пурпурно-красный. Цветение происходит с июля по сентябрь.
Плоды — семянки длиной 6—8 мм, обратнояйцевидной формы, слегка ребристые в продольном направлении, светлого серо-коричневого цвета с тёмными пятнами. На конце семянки присутствует хохолок длиной 2,5—3 мм.

## Ареал
Встречается на большей части территории Европы. Произрастает в широколиственных лесах, на лесных полянах, в прибрежных зарослях ольхи, иногда по обочинам дорог.
Растение считается редким видом в Финляндии, Прибалтике, Белоруссии и на Украине. В России отмечены лишь единичные случаи произрастания.

## Охранный статус
Лопух дубравный занесён в Красные книги следующих стран: Финляндия, Эстония, Латвия, Литва, Белоруссия. На Украине растение включено в Красные книги Львовской и Хмельницкой областей, в России — в Красные книги Калужской области и Республики Татарстан.